# 34-й отдельный моторизованный инженерный батальон
34-й отдельный моторизованный инженерный батальон  — воинская часть Вооружённых Сил СССР во время Великой Отечественной войны.

## История
Сформирован в Ленинградском военном округе в марте 1941 года вместе с управлением 10-го механизированного корпуса.
В составе действующей армии с 22 июня 1941 по 15 декабря 1941 года.
На 22 июня 1941 года дислоцируется в Новом Петергофе, в этот же день начал переброску в район Выборга. Находится на советско-финской границе в районе Иматры до 6 июля 1941 года, после чего переброшен на Лужский оборонительный рубеж, где готовит укрепления, производит минирование.
Действовал в районе Кингисеппа у села Ивановское, будучи с середины июля 1941 года оперативно подчинённым 2-й дивизии народного ополчения и с середины августа 1941 года отступает к Ораниенбауму, где вошёл в состав 8-й армии и переброшен в Ленинград.
С ноября 1941 года действует в составе 8-й армии у Невской Дубровки в районе Невского пятачка
В конце 1941 года расформирован.

## Подчинение
| Подчинение по месяцам | Подчинение по месяцам | Подчинение по месяцам      | Подчинение по месяцам         | Подчинение по месяцам       |
| Дата                  | Фронт (округ)         | Армия(группа)              | Корпус                        | Примечания                  |
| --------------------- | --------------------- | -------------------------- | ----------------------------- | --------------------------- |
| 22 июня 1941 года     | Северный фронт        | 23-я армия                 | 10-го механизированный корпус | -                           |
| 01 июля 1941 года     | Северный фронт        | 23-я армия                 | 10-го механизированный корпус | -                           |
| 10 июля 1941 года     | Северный фронт        | Лужская оперативная группа | 10-го механизированный корпус | -                           |
| 1 августа 1941 года   | Ленинградский фронт   | -                          | -                             | точных данных не содержится |
| 1 сентября 1941 года  | Ленинградский фронт   | -                          | -                             | точных данных не содержится |
| 1 октября 1941 года   | Ленинградский фронт   | -                          | -                             | точных данных не содержится |
| 1 ноября 1941 года    | Ленинградский фронт   | 8-я армия                  | -                             | -                           |
| 1 декабря 1941 года   | Ленинградский фронт   | 8-я армия                  | -                             | -                           |

## Командиры
- капитан Иван Фёдорович Акиньшин

## Другие инженерно-сапёрные воинские части с тем же номером
- 34-й отдельный запасной сапёрный батальон
- 34-й гвардейский отдельный сапёрный батальон 32-й гвардейской стрелковой дивизии
- 34-й отдельный сапёрный батальон 12-й стрелковой дивизии
- 34-й отдельный инженерный батальон миноискателей
- 34-й отдельный инженерно-сапёрный батальон
- 34-й отдельный штурмовой инженерно-сапёрный батальон
- 34-й отдельный батальон собак-миноискателей и истребителей танков